# Lijst van Belgische uitvindingen
Deze lijst van Belgische uitvindingen bevat uitvindingen en ontdekkingen door mensen die de Belgische nationaliteit hebben of mensen van voor 1830 die op grondgebied België woonden.
Deze laatste groep wordt aangeduid met een *.

## A
- asfalt*, door Edward De Smedt[1][2][3]
- anticonceptiepil, niet de eerste, maar de huidige pil (concentratie en samenstelling) zijn ontdekt door Ferdinand Peeters[4]
- auto op stoom*, door Ferdinand Verbiest[5][6]
- atlas (het woord)*, door Gerardus Mercator
- Atlas D-raket, door Karel Jan Bossart
- atoommassa koolstof bepaald door Jean Stas
- moderne atlas* door Abraham Ortelius

## B
- bakeliet (en tevens eerste kunststof), door Leo Baekeland[1][7][8]
- Belpaire-vuurhaard, door Alfred Belpaire[9][10][11]
- Blaton-Magnel-beton, door Gustaaf Magnel
- BMI of body-mass index (queteletindex) , verhoudingsformule voor gewicht door Adolphe Quetelet[12]
- bougie, door Étienne Lenoir

## C
- cytoplasmawerking, door Albert Claude[1]
- cassette, door Gilbert Mestdagh (zijn naam op patent) voor Philips.[13]

## D
- Daktarin, schimmelwerende medicatie door Paul Janssen (farmacoloog)
- Deo-roller, rolsysteem voor deodorant[14]
- deurbel, door Polydoor Lippens[7][15]
- dichloordifluormethaan, door Frédéric Swarts[16][17]
- Dulait-regelaar, door Julien Dulait[18][19]

## E
- elektrische bel, door Polydoor Lippens[7][20]
- elektrische tram, door Charles Van Depoele[1]
- Euro (het woord), door Germain Pirlot[21][22]

## F
- fosforbrons, door Georges Montefiore-Levi[23][24]
- Fantoscoop, een soort fantasmagorie door Étienne-Gaspard Robert[25][26][27]
- Flamigel, door Philippe Sollie[28]
- Freon, dichloordifluormethaan,  een (koel)gas door Frederic Swarts[29]
- Frisco, (Ola) door Frans De Wever.

## G
- Gramme-dynamo, door Zénobe Gramme[1]
- Gramme-machine, Machine om materialen snel te verzilveren Zénobe Gramme[7][30][31]
- Guillou-QuisquaterIDschema , door Jean-Jacques Quisquater[32]
- Guinotte-takel, door Lucien Guinotte (Politicus)[33][34][35]

## H
- hippomobile, auto door Étienne Lenoir[36][37][38]
- kunstmatige HMO (humane melk oligosachariden = moedermelksuikers), door Wim Soetaert
- hypertext, zoeksysteem door Paul Otlet

## I
- Loperamide (gekend onder de merknaam Imodium), middel tegen diarree door Paul Janssen[39]

## J
- Jpeg-wavelet, door Ingrid Daubechies[40]

## K
- kunststof (eerste kunststof is Bakeliet, zie Bakeliet)
- kopkleppen, een onderdeel van een motor, door Étienne Lenoir[36][37]
- krachtbal, de bal en het spel door Etienne Schotte.[41]
- krokettenpers, door Gaspard Thienpont[42]

## L
- luthéal, door George Cloetens[43]
- Lenoir-telegraaf[36][37]
- Lenoir-cyclus, door Étienne Lenoir

## M
- machine van Marly*, door Arnold de Ville en Rennequin Sualem[44]
- Fafchamps-machinegeweer (eerste Europees machinegeweer)*, door Toussaint Fafchamps[45][46]
- millecroquettes, door Gaspard Thienpont
- Motilium, geneesmiddel tegen buikpijn door Paul Janssen (farmacoloog)
- mueseler-lamp, door Mathieu-Louis Mueseler[47][48]
- muggenmelk, door Alfons Van Doninck
- Miconazol (bekend onder de handelsnaam "Daktarin"), schimmelwerende medicatie door Paul Janssen (farmacoloog)
- Mercatorprojectie* door Gerardus Mercator

## N
- neopreen (synthethisch rubber), door Julius A. Nieuwland[49][50]
- Nikonos, door Jean de Wouters[51]
- Nollet-generator, door Floris Nollet

## O
- oerknaltheorie, door Georges Lemaître, de naam Big Bang komt echter van Fred Hoyle[1][52][53]

## P
- Palfijn-verlostang*, door Jan Palfijn
- panarchie, door Paul Émile de Puydt
- pandynamometer, door Julien Dulait
- parkeersensoren, door Rudy Beckers[54][55]
- passe-vite (zie roerzeef)
- Perdolan, geneesmiddel tegen pijn en koorts door Paul Janssen (farmacoloog)
- phenakistiscoop, door Joseph Plateau[1]
- pantelefoon, door Léon de Locht-Labye[56][57]
- philishave, door Alexandre Horowitz
- praline, door Jean Neuhaus[1]

## Q
- queteletindex (afgekort QI) of body-mass index (BMI), verhoudingsformule voor gewicht door Adolphe Quetelet[58]

## R
- regenkapje, door Wilfried Janssens[59][60]
- robotmaaier, door André Colens[61][62][63]
- roerzeef, door Victor Simon[64][65]
- rolschaatsen*, door Jean-Joseph Merlin[66]

## S
- saxofoon, door Adolphe Sax[1][67]
- solvayproces voor Natriumcarbonaat soda, door Ernest Solvay
- snoepgoed* , het eerste snoepgoed komt uit het graafschap Vlaanderen (1510)[68]
- speculaaspasta, door Danny De Maeyer[69]
- speculoospasta, door Els Scheppers[69]

## T
- tuimelaar, een onderdeel van de motor, door Étienne Lenoir[36][37]

## U
- Universele Decimale Classificatie, een systeem voor classificatie, door Paul Otlet

## V
- verbandhaakje, door Eudore Evrard[60]
- verbrandingsmotor, door Étienne Lenoir[1][7][36][37]
- spiegelglasmachine, door Émile Fourcault[70][71][72]
- klierkoortsvaccin, door Etienne Sokal[73][74]
- verlostang door Jan Palfijn

## W
- Walschaertsstoomverdeler, door Egide Walschaerts
- wijzertelegraaf Lippens, door Polydoor Lippens[7][20]
- witlof, door Frans Breziers[75][76]
- www, mede door Robert Cailliau[1][7][77][78]

## Z
- zilveren zwaan*, door Jean-Joseph Merlin[79]
- zinkprocedé Dony*, door Jean-Jacques Dony